# Эмир Кувейта
Эмир Кувейта (араб. أمير الكويت‎) — глава Кувейта. Страна является конституционной монархией. Законодательная власть в соответствии с Конституцией передаётся Эмиру и Национальному собранию. Исполнительная власть в соответствии с конституцией передаётся Эмиру и Кабинету Министров. Особа Эмира неприкосновенна и нерушима. Ни один закон не будет обнародован, если он не был утверждён Национальным собранием и не одобрен Эмиром.

## Правила и традиции преемственности
Престол Кувейта наследуется потомками Мубарака ас-Сабаха. Позиция эмира также традиционно чередуется между двумя основными ветвями семьи ас-Сабах, ветвями аль-Ахмед и ас-Салем. Правящий эмир должен назначить законного наследника в течение одного года после вступления на престол; кандидат на рассмотрение в качестве наследного принца должен быть старшим членом семьи ас-Сабах. Кандидатура должна быть одобрена абсолютным большинством членов Национального собрания (парламента Кувейта). Если кандидат не получает одобрения Национального Собрания, эмир представляет Национальному собранию имена трёх членов семьи, имеющих на это право, и Национальное собрание выбирает одного из них в качестве наследного принца.

## Конституционные права и обязанности
Эмир назначает главу правительства, имеет право распустить парламент, подписывать законопроекты, а также возвращать их на доработку в Меджлис. Эмир — Верховный главнокомандующий Вооружёнными силами Кувейта, он назначает ключевые посты в армии Кувейта, в том числе командующих всеми родами войск. Согласно конституции эмир пользуется юридической неприкосновенностью. Премьер-министр назначается эмиром, однако назначение премьер-министра требует одобрения большинства членов Национального собрания.

## Полномочия
Эмир Кувейта:
- является главой государства;
- после традиционных консультаций назначает и увольняет Премьер-министра;
- назначает и увольняет министров по рекомендации Премьер-министра;
- в случае отсутствия Бесспорного Наследника в стране и при невозможности осуществления им руководства страной, по Регламенту назначает Заместителя, который будет в его отсутствие иметь его полномочия;
- имеет право инициировать, санкционировать и принимать законы. Если период принятия закона заканчивается, и Глава Государства не требует его пересмотра, закон считается санкционированным и будет провозглашён;
- одобряет и принимает закон в течение тридцати дней со дня подачи ему. Если законопроект не получил вышеупомянутого большинства, он не будет утверждаться на той же сессии. Если на следующей сессии Национальная Ассамблея примет тот же законопроект большинством голосов, Эмир санкционирует и принимает закон в течение тридцати дней после подачи ему;
- является Верховным Главнокомандующим Вооружённых Сил Кувейта;
- назначает и увольняет офицеров в соответствии с законом;
- объявляет оборонительную войну. Захватническая война запрещена;
- принимает Закон о военном положении в случаях необходимости, обусловленной законом и в соответствии с определённой процедурой;
- заключает договора по декрету и передаёт их незамедлительно в Национальную Ассамблею, прилагая соответствующую резолюцию. Договор будет иметь силу закона после его подписания, ратификации и опубликования в Официальной Газете;
- в случае возникновения необходимости для принятия неотложных мер в период, когда Национальная Ассамблея находится в межсессионном периоде или распущена, может издать декрет, который будет иметь силу закона, если он не будет противоречить Конституции и ассигнованиям, заложенным в бюджет;
- выпускает инструкции, необходимые для выполнения законов, не исправляя или приостанавливая их, а также любым другим путём освобождая от их выполнения;
- санкционирует и издаёт постановления, необходимые для организации государственных служб и администрации, которые не противоречат закону;
- назначает и увольняет гражданских и военных чиновников и дипломатических представителей в зарубежные страны в соответствии с законом;
- принимает верительные грамоты представителей зарубежных стран;
- обладает правом помилования;
- награждает Почётными Орденами в соответствии с законом;
- созывает первое заседание Национальной Ассамблеи в течение двух недель после окончания выборов;
- объявляет о прерывании обычных и внеочередных сессий Ассамблеи;
- открывает ежегодную сессию Национальной Ассамблеи, где он произносит речь, делая обзор ситуации в стране и важных государственных вопросов за предыдущий год;
- намечает проекты и реформы, которыми необходимо заняться Ассамблее;
- может уполномочить Премьер-министра открыть Ассамблею или произнести речь;
- может по декрету отсрочить заседание Национальной Ассамблеи на период не более чем один месяц;
- может распустить Национальную Ассамблею декретом, в котором указаны причины роспуска;
- принимает присягу у Премьер-министра страны.

## Роль Национального Собрания
Национальное собрание (в соответствии со статьёй 4 Конституции Кувейта) имеет конституционное право одобрять и не одобрять назначение эмира, поэтому Национальное собрание имеет право отстранить эмира от занимаемой должности. Национальное собрание фактически сняло Саада I с его поста в 2006 году из-за его неспособности править из-за болезни. Национальная Ассамблея Кувейта является самым независимым парламентом в арабском мире, она занимает высокое место по сравнению с другими парламентами на Ближнем Востоке в целом.

## Финансирование
Денежное содержание Главе Государства назначается по закону на срок его правления.

## Династия Ас-Сабах

### Шейхи
| Портрет | Имя                                                                         | Дата рождения | Дата смерти     | Начало правления | Окончание правления | Примечания                                        |
| ------- | --------------------------------------------------------------------------- | ------------- | --------------- | ---------------- | ------------------- | ------------------------------------------------- |
|         | Сабах ибн Джабер ас-Сабах (Сабах I) و سلمان صباح الأول                      | около 1700    | 1762            | 1756             | 1762                | основатель династии и государства                 |
|         | Абдалла ибн Сабах ас-Сабах (Абдалла I) الشيخ عبدالله بن صباح بن جابر الصباح | 1740          | 3 мая 1814      | 1762             | 3 мая 1814          | сын предыдущего                                   |
|         | Джабер ибн Абдалла ас-Сабах (Джабер I Щедрый) جابر بن عبد الله              | 1770          | 1859            | 3 мая 1814       | 1859                | сын предыдущего                                   |
|         | Сабах ибн Джабер ас-Сабах (Сабах II) -صباح الثاني بن جابر الصباح            | 1784          | ноябрь 1866     | 1859             | ноябрь 1866         | сын предыдущего                                   |
|         | Абдалла ибн Сабах ас-Сабах (Абдалла II) عبد الله الثاني ابن صباح الصباح     | 1814          | 29 мая 1892     | ноябрь 1866      | 29 мая 1892         | сын предыдущего                                   |
|         | Мухаммад ибн Сабах ас-Сабах (Мухаммад I) -محمد بن صباح الصباح               | 1845          | 17 мая 1896     | 29 мая 1892      | 17 мая 1896         | брат предыдущего                                  |
|         | Мубарак ибн Сабах ас-Сабах (Мубарак I Великий) الشيخ مبارك بن صباح الصباح   | 1837          | 28 ноября 1915  | 18 мая 1896      | 28 ноября 1915      | брат предыдущего                                  |
|         | Джабер аль-Мубарак ас-Сабах (Джабер II) جابر المبارك آل صباح                | 1860          | 5 февраля 1917  | 28 ноября 1915   | 5 февраля 1917      | сын предыдущего                                   |
|         | Салем аль-Мубарак ас-Сабах (Салем I) أحمد الجابر الصباح                     | 1864          | 22 февраля 1921 | 5 февраля 1917   | 22 февраля 1921     | брат предыдущего                                  |
|         | Ахмед аль-Джабер ас-Сабах (Ахмед I) أحمد الجابر الصباح                      | 1885          | 29 января 1950  | 22 февраля 1921  | 29 января 1950      | сын Джабера II                                    |
|         | Абдалла ас-Салем ас-Сабах (Абдалла III) عبد الله الثالث السالم الصباح       | 1 января 1895 | 24 ноября 1965  | 29 января 1950   | 10 апреля 1961      | сын Салема I; в 1961 году был провозглашён эмиром |

### Эмиры
| Портрет | Имя                                                                   | Дата рождения    | Дата смерти      | Начало правления | Окончание правления | Примечания                                             |
| ------- | --------------------------------------------------------------------- | ---------------- | ---------------- | ---------------- | ------------------- | ------------------------------------------------------ |
|         | Абдалла ас-Салем ас-Сабах (Абдалла III) عبد الله الثالث السالم الصباح | 1 января 1895    | 24 ноября 1965   | 10 апреля 1961   | 24 ноября 1965      | сын Салема I; в 1961 году был провозглашён эмиром      |
|         | Сабах ас-Салем ас-Сабах (Сабах III) صباح السالم الصباح                | 1913             | 31 декабря 1977  | 24 ноября 1965   | 31 декабря 1977     | сын Салема I                                           |
|         | Джабер аль-Ахмед ас-Сабах (Джабер III) جابر الأحمد الجابر الصباح      | 29 июня 1926     | 15 января 2006   | 31 декабря 1977  | 15 января 2006      | сын Ахмеда I                                           |
|         | Саад аль-Абдулла ас-Сабах (Саад I) سعد العبد الله السالم الصباح       | 13 мая 1930      | 13 мая 2008      | 15 января 2006   | 24 января 2006      | сын Абдаллы III; отрёкся от престола в 2006 году       |
|         | Сабах аль-Ахмед ас-Сабах (Сабах IV) صباح الأحمد الجابر الصباح         | 16 июня 1929     | 29 сентября 2020 | 24 января 2006   | 29 сентября 2020    | сын Ахмеда I; также премьер-министр страны (2003—2006) |
|         | Наваф аль-Ахмед ас-Сабах (Наваф I) نواف الأحمد الجابر الصباح          | 25 июня 1937     | 16 декабря 2023  | 29 сентября 2020 | 16 декабря 2023     | сын Ахмеда I                                           |
|         | Мишааль аль-Ахмед ас-Сабах (Мишааль I) مشعل الأحمد الجابر الصباح      | 27 сентября 1940 | жив              | 16 декабря 2023  | н. в.               | сын Ахмеда I                                           |